# Khamtai Siphandon
General Khamtai Siphandon (Lao: ຄຳໄຕ ສີພັນດອນ; født 8. februar 1924, død 2. april 2025) var en laotisk politiker. Han var præsident for Laos fra 24. februar 1998, en post han overtog efter Kaysone Phomvihane og beholdt til 8. juni 2006, da han officielt blev efterfulgt af Choummaly Sayasone. Han fungerede også som premierminister for Laos fra 15. august 1991 til 24. februar 1998.